# 차오양현
차오양현(한국어: 조양현, 중국어: 朝阳县, 병음: Cháoyáng Xiàn)는 중화인민공화국 랴오닝성 차오양 시의 행정구역이다. 넓이는 3,751km2이고, 인구는 2007년 기준으로 630,000명이다.

## 행정 구역
8개 진, 15개 향, 2개 민족향을 관할한다.
- 진: 波罗赤镇, 木头城子镇, 二十家子镇, 羊山镇, 六家子镇, 瓦房子镇, 大庙镇, 柳城镇.
- 향: 南双庙乡, 古山子乡, 北沟门子乡, 杨树湾乡, 东大道乡, 台子乡, 胜利乡, 东大屯乡, 根德营子乡, 七道岭乡, 北四家子乡, 王营子乡, 黑牛营子乡, 尚志乡, 长在营子乡.
- 민족향: 乌兰河硕蒙古族乡, 松岭门蒙古族乡